# Бакинское сельское поселение
Бакинское се́льское поселе́ние — муниципальное образование в Седельниковском районе Омской области Российской Федерации.
Административный центр — село Бакино.

## История
Статус и границы сельского поселения установлены Законом Омской области от 30 июля 2004 года № 548-ОЗ «О границах и статусе муниципальных образований Омской области».

## Население
| 2010 | 2011 | 2012 | 2013 | 2014 | 2015 | 2016 |
| ---- | ---- | ---- | ---- | ---- | ---- | ---- |
| 242  | →242 | ↘228 | ↗231 | ↘211 | ↘195 | ↗196 |
| 2017 | 2018 | 2019 | 2020 | 2021 | 2023 |      |
| ↘190 | ↘175 | ↘161 | ↘143 | ↘116 | ↘106 |      |

## Состав сельского поселения
| № | Населённый пункт  | Тип населённого пункта       | Население |
| - | ----------------- | ---------------------------- | --------- |
| 1 | Бакино            | село, административный центр | ↘193      |
| 2 | Новоалександровка | деревня                      | ↘49       |